# Bogor
Bogor (em indonésio: Kota Bogor; chinês: 茂物, pinyin: Mào wù) é uma cidade da Indonésia, na província de Java Ocidental. Situada cerca de 60 km a sul de Jacarta, a capital nacional, Bogor é 6.ª maior cidade da Jabodetabek (área metropolitana de Jacarta) e a 14.º a nível nacional. É um importante plo económico, científico, cultural e turístico, bem como uma estância de montanha. Tem 118,5 km² de área e em 2014 tinha 1 030 720 habitantes (densidade: 8 698,1 hab./km²). Com várias centenas de milhares de pessoas a viverem numa área de aproximadamente 20 km², o centro da cidade é uma das áreas mais densamente povoadas do mundo.
Embora partilhe o nome com a Regência de Bogor, a cidade não faz parte dessa subdivisão administrativa, a qual tem a sua capital em Cibinong.
Na Idade Média, foi a capital do Reino de Sonda (em indonésio: Kerajaan Sunda); chamava-se então Pakuan Pajajaran ou Dayeuh Pakuan. Durante o período colonial holandês chamou-se Buitenzorg e foi uma hill station onde se situava a residência de verão do governador-geral das Índias Orientais Holandesas. Os locais mais conhecidos da cidade são o palácio presidencial (Istana Bogor) e o Jardim Botânico, um dos maiores mais e antigos do mundo. A cidade tem o cognome de "Cidade da Chuva" (Kota Hujan) devido à abundância de chuva e pelo facto da estação seca ser muito curta.

## Etimologia
O nome da primeira cidade que existiu onde é hoje Bogor foi  Pakuan Pajajaran, que em sundanês significa "lugar entre dois rios paralelos". Séculos depois, passou a chamar-se apenas Pakuan.
Quando o local foi repovoado, nos primeiros tempos da colonização holandesa, o nome oficial adotado foi Buitenzorg. Esta palavra holandesa significa algo como "além (ou fora) de preocupações", "sem preocupações" ou "descontraído". Tem o mesmo significado que sanssouci em francês, o nome do palácio de verão mandado construir pelo rei da Prússia Frederico, o Grande em Potsdam aproximadamente na mesma época em que o governador-geral Gustaaf Willem van Imhoff mandou construir o palácio de Bogor.
A primeira menção do topónimo Bogor surge num relatório da administração de 7 de abril de 1752, a respeito da parte de Buitenzorg adjacente ao palácio. Mais tarde o nome começou a ser aplicado a toda a cidade como alternativa a Buitenzorg.
Acredita-se que o nome Bogor tenha origem na palavra javanesa bogor, que significa palmeira-do-açúcar (Arenga pinnata), a qual ainda é usada em língua indonésia. Outras origens plausíveis são a palavra bhagar ("vaca") do javanês antigo ou simplesmente uma corruptela de "Buitenzorg" dos residentes locais.

## História

### Período pré-colonial

Mapa dos reinos de (a leste) e de Sonda (a oeste). O segundo teve a sua capital em Pakuan Pajajaran, antecessora de Bogor

A primeira menção a uma povoação no que é hoje Bogor data do século V, quando a área fazia parte de Tarumanagara, um dos estados mais antigos da história da Indonésia. Após uma série de derrotas frente ao vizinho Império Serivijaia, Tarumanagara deu lugar ao Reino de Sonda, cuja capital foi construída em 669 entre dois rios paralelos, o Ciliwung e o Cisadane. A capital foi batizada  Pakuan Pajajaran, que em sundanês significa "lugar entre dois rios paralelos", e que foi a antecessora da moderna Bogor.
Ao longo dos séculos seguintes, Pakuan Pajajaran tornou-se uma das maiores cidades da Indonésia medieval, com a população a atingir os 48 000 habitantes. O nome Pajajaran passou depois a aplicar-se a todo o reino, sendo a capital chamada apenas Pakuan. As crónicas daqueles tempos eram escritas em sânscrito, a língua usada para fins religiosos e oficiais, usando a escrita Pallava, em estelas de pedra chamadas  prasasti. Os prasastis encontrados em Bogor e nos arredores diferem na forma e no estilo do texto de outros prasastis indonésios e estão entre as principais atrações históricas da cidade.
Nos século IX a XV, a capital foi transferida várias vezes entre Pakuan e outras cidades do reino, para finalmente voltar a Pakuan em 3 de junho de 1482, dia da coroação de Seri Baduga Maharaja (conhecido popularmente como Rei Siliwangi). Em 1579, Pakuan foi capturada e quase completamente destruída pelo exército do Sultanato de Bantam. A queda da capital marcou a queda do Reino de Sonda e a cidade permaneceu desabitada e abandonada durante várias décadas.

### Período colonial

#### Companhia Holandesa das Índias Orientais

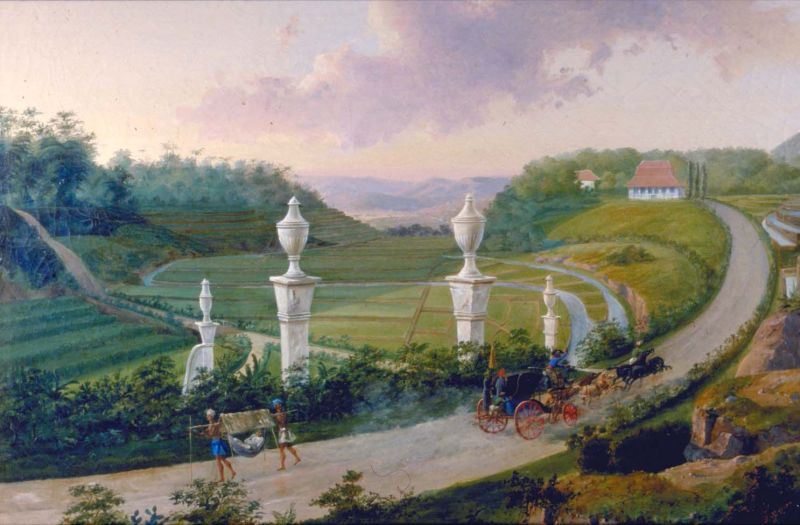
Gravura do século XIX da Grande Estrada Postal perto de Bogor, construída no início daquele século entre as extremidades ocidental e oriental de Java

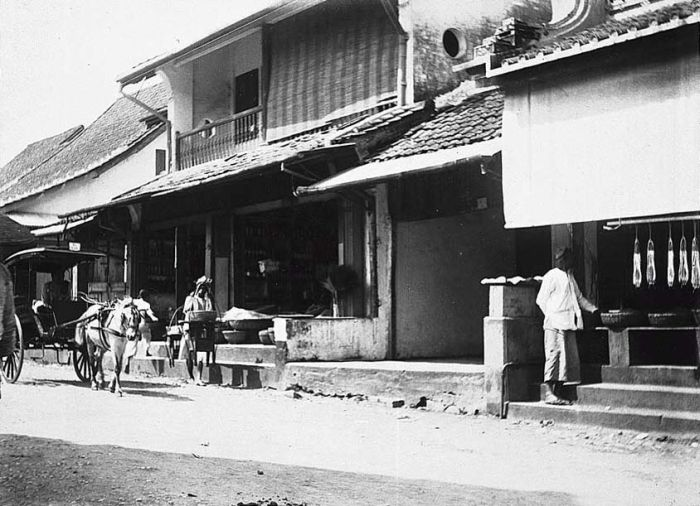
Rua do bairro chinês de Bogor c. década de 1900

Na segunda metade do século XVII, Pakuan, como a maior parte de Java Ocidental, estava abandonada. Embora formalmente continuasse a pertencer ao Sultanato de Bantam, o seu controlo foi passando gradualmente para a Companhia Holandesa das Índias Orientais (Vereenigde Oost-Indische Compagnie; VOC). A transição formal de poder ocorreu em 17 de abril de 1684, com a assinatura de um acordo entre o Príncipe da Coroa de Batam e a VOC. O primeiro assentamento colonial em Pakuan, de caráter temporário, foi um acampamento do tenente Tanoejiwa, um sundanês empregado da VOC que para lá foi enviado em 1687 para desenvolver a área.
Esse acampamento foi seriamente danificado pela erupção do vulcão do monte Salak de 4 e 5 de janeiro de 1699. Uma das consequências da erupção foi a destruição de muita floresta  devido aos fogos, o que deixou muita terra disponível para as já planeadas plantações de arroz e de café. Em pouco tempo, surgiram várias explorações agrícolas em volta de Pakuan, a maior delas Kampung Baru (lit.: "Nova Aldeia"). Em 1701, os diversos povoados foram congregados num distrito administrativo, com sede em Tanoejiwa, que está na origem da atual Regência de Bogor.
O distrito foi depois desenvolvido durante a missão holandesa de 1703 chefiada pelo inspetor-geral da VOC Abraham van Riebeeck (filho do fundador da Cidade do Cabo e posteriormente governador da VOC). A expedição de van Riebeeck construiu vários edifícios para a VOC e levou a cabo um estudo detalhado das ruínas de Pakuan, descobriu e descreveu muitos artefatos arqueológicos, incluindo prasastis. A região atraiu os holandeses devido à sua localização e ao clima ameno, mais agradável do que a quente Batávia (atual Jacarta), onde se situava o centro administrativo da VOC. Em 1744–1745 foi construída uma residência para o governador-geral em Pakuan, onde passou a funcionar o governo colonial durante o verão — a primeira versão do atual Palácio Buitenzorg.[carece de fontes?]
Em 1746, por ordem do governador-geral Gustaaf Willem van Imhoff, o palácio, um povoado vizinho holandês e nove povoados nativos foram integrados numa divisão administrativa chamada Buitenzorg. A cidade cresceu rapidamente no final do século XVIII e início do século XIX. O crescimento foi em parte estimulado pela ocupação temporária das Índias Orientais Holandesas pelo Império Britânico entre 1811 e 1815. Os britânicos desembarcaram em Java e outras ilhas da Sonda para impedirem a sua captura pela França Napoleónica, que tinha conquistado os Países Baixos. O líder da administração britânica, Thomas Stamford Raffles, transferiu o centro administrativo de Batávia para Buitenzorg e implementou novas técnicas administrativas mais eficientes.

#### Governo do Reino dos Países Baixos

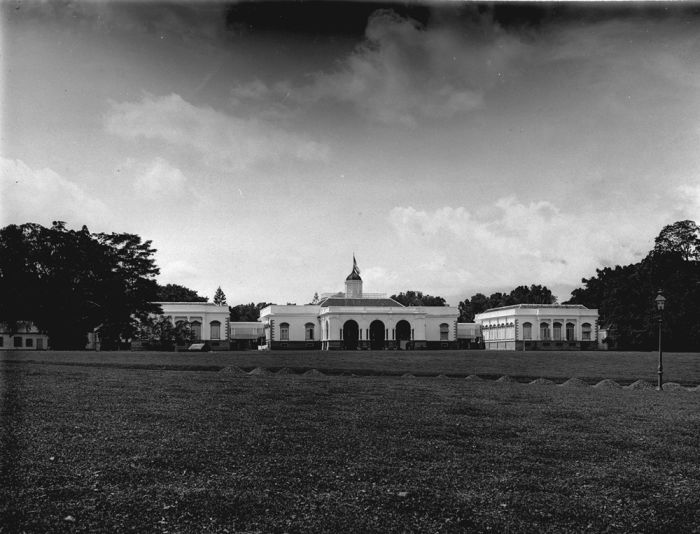
O no primeiro quartel do século XX

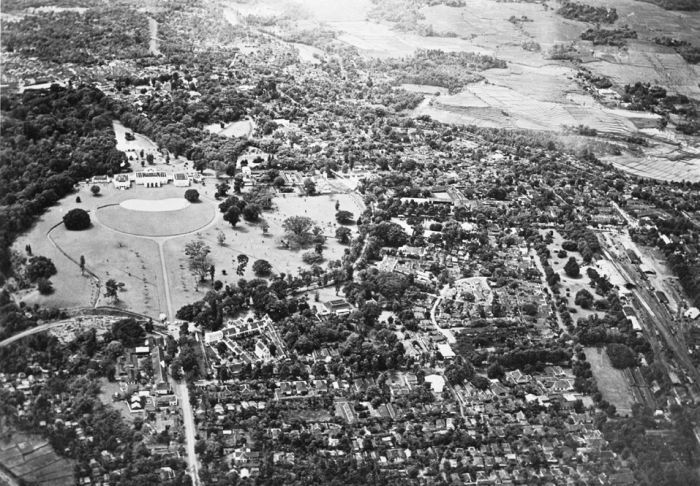
Fotografia aérea da área do palácio na década de 1930

Após Buitenzorg ter voltado à posse dos holandeses, passou a ser administrado pelo Reino dos Países Baixos e não pela VOC como até aí. O Palácio de Buitenzorg voltou a ser a residência de verão do governador-geral e na sua vizinhança foi construído um jardim botânico em 1817, que foi um dos maiores jardins do mundo no século XIX.
Em 10 de outubro de 1834, Buitenzorg foi severamente danificado por outra erupção dos vulcões do Salak causados por um sismo. Tendo em atenção a atividade sísmica da região, o palácio e edifícios administrativos foram construídos mais pequenos mas mais resistentes do que os contsruídos antes da erupção. Um decreto do governador de 1845 prescrevia povoações separadas para europeus, chineses e imigrantes árabes dentro da cidade.
Entre 1860 e 1880, a maior escola agrícola da colónia foi fundada em Buitenzorg. Nese período, foram também fundadas outras instituições científicas e culturais, como uma biblioteca pública, um museu de ciências naturais, laboratórios de biologia, química e veterinária. No final do século , a cidade tinha-se tornado uma das cidades mais desenvolvidas e ocidentalizadas da Indonésia.
Em 1904, Buitenzorg tornou-se formalmente o centro administrativo das Índias Orientais Holandesas, embora a administração de facto tivesse continuado em Batávia, onde permaneceram a maior parte dos gabinetes administrativos e o principal gabinete do governador. Com a reforma administrativa de 1924, a colónia fi dividida em províncias, ficando Buitenzorg como capital da província de Java Ocidental.

### 1942–1950
Durante a Segunda Guerra Mundial, Buitenzorg e todo o território das Índias Orientais Holandesas foram ocupados por tropas japonesas entre 6 de março de 1942 e o verão de 1945. Como parte dos esforços dos japoneses para promoverem os sentimentos nacionalistas e, consequentemente, os sentimentos anti-holandeses, entre a população local, foi dado o nome indonésio Bogor à cidade. Na cidade funcionou um dos principais centros de treino da milícia indonésia PETA (Pembela Tanah Air – "Defensores da Pátria").

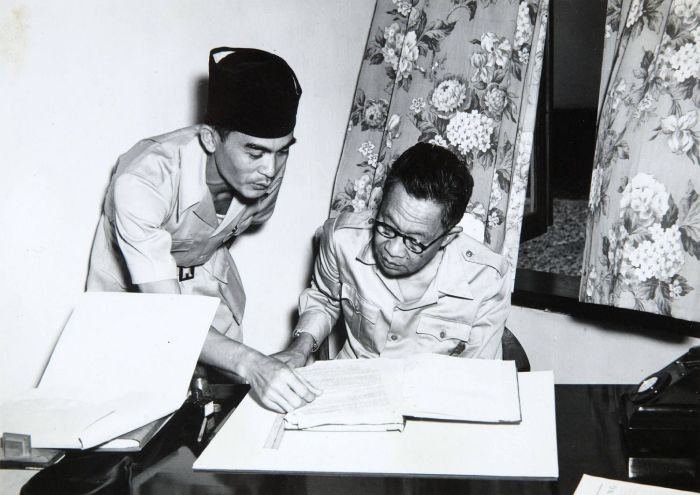
R. A. A. Muharram Wiranatakusuma, presidente do com o seu secretário em Bogor (1948)

A 17 de agosto de 1945, Sukarno e Mohammad Hatta proclamaram a independência, mas os holandeses retomaram rapidamente o controlo de Bogor e das áreas vizinhas. Em fevereiro de 1948, a cidade foi incluída no quase independente Estado de Java Ocidental (em indonésio: Negara Jawa Barat), que foi rebatizado Pasundan em abril desse ano. Esse estado foi criado pelos holandeses como um passo para transformar as suas possessões coloniais das Índias Orientais numa federação controlada pelos Países Baixos. Em dezembro de 1949, Pasundan juntou-se à República dos Estados Unidos da Indonésia (em indonésio: Republik Indonesia Serikat, RIS), estabelecida na Conferência da Mesa Redonda de Haia realizada entre 23 de agosto e 2 de novembro de 1949. Em fevereiro de 1950, como resultado da derrota de Pasundan num breve conflito militar com a República da Indonésia, a cidade passou a fazer dessa república, o que foi formalizado em agosto do mesmo ano, quando Bogor foi declarado o seu nome oficial.

### Pós-independência
Como parte da Indonésia independente, Bogor tem um papel significativo no desenvolvimento cultural, científico e económico do país em geral e de Java Ocidental em particular, em parte devido às infraestruturas criadas durante o período colonial. A sua posição especial foi reforçada pela transformação da antiga residência de verão do governador-geral no palácio de verão do presidente da Indonésia.
Nas décadas de 1990 e de 2000, a cidade acolheu regularmente vários eventos internacionais, como reuniões ministeriais de instituições da Ásia-Pacífico e a cimeira da APEC de 15 de novembro de 1994. Desde 2008 que uma congregação cristã de Bogor se tem envolvido em conflitos com fundamentalistas islâmicos por causa da licença de construção da sua nova igreja.

## Geografia

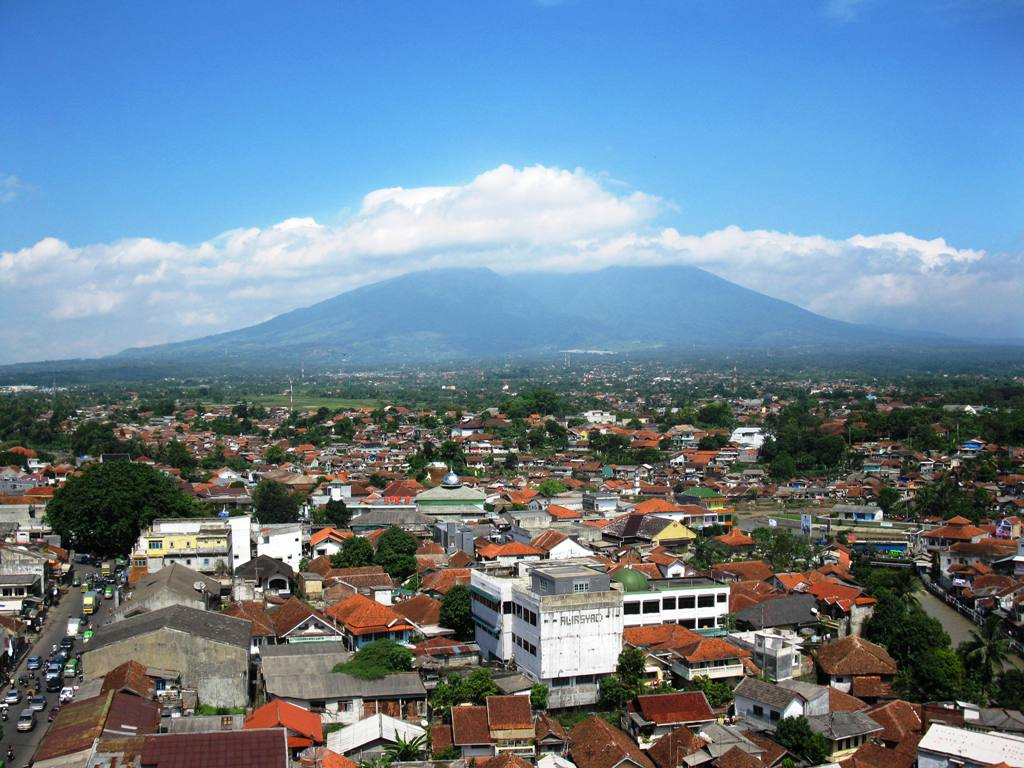
Vista de Bogor com o vulcão Salak ao fundo

A cidade situa-se no interior da parte ocidental da ilha de Java, a pouco mais de 50 km do centro de Jacarta e 85 km a noroeste de Bandung, o centro administrativo da província de Java Ocidental. Bogor assenta numa bacia estrutural, perto dos vulcões Salak, situados 12 km a a sul, e o monte Gede, outro vulcão situado cerca de 25 km a sudeste. A altitude média é 265 metros, a máxima 330 m e a mínima 190 m. O terreno é muito irregular: 17,64 km² (15%) da sua área tem inclinações de terreno de 0° a 2°; 80,9 km² (68%) 2–15°; 11 km² (9%) 15–25°; 7,65 km² (6%) 25–40°; 1,2 km² (1%) mais de 40°. A parte norte é relativamente plana e a parte sul mais montanhosa.
Os solos são predominantemente constituídos por rochas vulcânicas. Dada a proximidade de grandes vulcões ativos, a área é altamente sísmica. As áreas verdes ocupam 205 000 m², dos quais 87 000 m² correspondem ao Jardim Botânico, 19 400 m² a 35 parques, 17 200 m² a 24 pomares e 81 400 m² a relvados.
Há vários rios que passam pela área da cidade em direção ao mar de Java. Os maiores são o Ciliwung e o Cisadane, que flanqueiam o centro histórico. Em muitos locais, rios mais pequenos, como o Cipakancilan, Cidepit, Ciparigi e Cibalok, correm em canos de cimento. Na cidade há também vários pequenos lagos, nomeadamente o Situ Burung (lit.: "Lago das Aves"; situ significa lago) e o Situ Gede ("Grande Lago"), cada um deles com vários hectares de área. Os rios e os lagos ocupam 2,89% da área da cidade.

### Clima
O clima de Bogor é do tipo equatorial (Af) segundo a classificação de Köppen e é mais húmido e chuvoso do que muitas outras partes de Java Ocidental — a humidade relativa média é 83,8%, e a precipitação é cerca de 4 000 mm. A maior parte das chuvas ocorrem entre dezembro e fevereiro. Devido às chuvas muito abundantes, Bogor tem a alcunha de "Cidade da Chuva" (em indonésio: Kota hujan).
As temperaturas são mais baixas do que na costa: a média é 25,2 °C (em Jacarta é 32,2 °C). A amplitude térmica diária (entre 9 e 10 °C) são bastante altas para a Indonésia. Os recordes de temperatura são 38 °C para a máxima 3 °C para a mínima.
| Dados climatológicos para Bogor      | Dados climatológicos para Bogor | Dados climatológicos para Bogor | Dados climatológicos para Bogor | Dados climatológicos para Bogor | Dados climatológicos para Bogor | Dados climatológicos para Bogor | Dados climatológicos para Bogor | Dados climatológicos para Bogor | Dados climatológicos para Bogor | Dados climatológicos para Bogor | Dados climatológicos para Bogor | Dados climatológicos para Bogor | Dados climatológicos para Bogor |
| Mês                                  | Jan                             | Fev                             | Mar                             | Abr                             | Mai                             | Jun                             | Jul                             | Ago                             | Set                             | Out                             | Nov                             | Dez                             | Ano                             |
| ------------------------------------ | ------------------------------- | ------------------------------- | ------------------------------- | ------------------------------- | ------------------------------- | ------------------------------- | ------------------------------- | ------------------------------- | ------------------------------- | ------------------------------- | ------------------------------- | ------------------------------- | ------------------------------- |
| Temperatura máxima média (°C)        | 28,3                            | 28,5                            | 29,3                            | 30,0                            | 30,2                            | 30,3                            | 30,5                            | 30,9                            | 31,2                            | 30,7                            | 30,1                            | 29,6                            | 30,0                            |
| Temperatura média (°C)               | 24,7                            | 24,6                            | 25,0                            | 25,5                            | 25,5                            | 25,2                            | 25,2                            | 25,3                            | 25,6                            | 25,4                            | 25,4                            | 25,4                            | 25,2                            |
| Temperatura mínima média (°C)        | 21,1                            | 20,8                            | 20,7                            | 21,0                            | 20,8                            | 20,2                            | 19,9                            | 19,7                            | 20,0                            | 20,2                            | 20,7                            | 21,3                            | 20,5                            |
| Chuva (mm)                           | 442                             | 378                             | 385                             | 428                             | 354                             | 225                             | 216                             | 240                             | 295                             | 390                             | 378                             | 355                             | 4 086                           |
| Dias com chuva                       | 17,3                            | 14,3                            | 16,0                            | 15,9                            | 14,1                            | 11,9                            | 9,1                             | 8,5                             | 8,6                             | 12,4                            | 17,2                            | 18,5                            | 163,8                           |
| Fonte: Climate-data.org, Weatherbase |                                 |                                 |                                 |                                 |                                 |                                 |                                 |                                 |                                 |                                 |                                 |                                 |                                 |

### Demografia
| 1867    | 1956    | 1961    | 1971    | 1981    | 1988    | 1999    | 2010    | 2014      |
| 320 756 | 124 000 | 154 000 | 197 000 | 246 000 | 285 000 | 585 000 | 949 000 | 1 030 720 |
|         | 61,3%   | 24,2%   | 27,9%   | 24,9%   | 15,9%   | 105,3%  | 62,2%   | 8,6%      |

Segundo a edição de 1867 da New American Cyclopædia, Buitenzorg tinha então 320 756 habitantes, dos quais 9 530 chineses, 650 europeus e 23 árabes.
Em 2014, a cidade tinha 1 030 720 habitantes (densidade: 8 698,1 hab./km²), 523 479 (50,8%) do sexo masculino e 507 241 (49,2%) do sexo feminino. A densidade é mais elevada no centro da cidade (12 807 hab./km² no distrito de Bogor Tengah) e mais baixa na parte sul (60 302 hab./km² no distrito de Bogor Selatan). O rápido crescimento da população em Bogor a partir da década de 1960 está relacionado com a urbanização e com o influxo de trabalhadores de outras partes do país. Em 2014 a taxa de natalidade foi 2,6 ‰. Em 2005 a esperança de vida era 71,8 anos, a mais alta de Java Ocidental e uma das mais altas da Indonésia.
A maior parte da população é constituída por sundaneses, mas o número de  betawis, javaneses, chineses e outras etnias, frequentemente misturadas, é considerável. Praticamente todos os adultos são fluentes em indonésio. O sundanês é usado em casa e em algumas áreas públicas e eventos; por exemplo, o discurso solene do prefeito no dia da cidade em 3 de junho de 2010 foi proferido em sundanês. O dialeto local do sundanês difere significativamente da versão clássica da língua, tanto na fonética como no léxico.
A maioria da população (94%) é muçulmana. A minoria cristã representa 5,8% da população, embora haja muitas igrejas na cidade. Há também habitantes budistas, sobretudo na comunidade chinesa, e hindus.

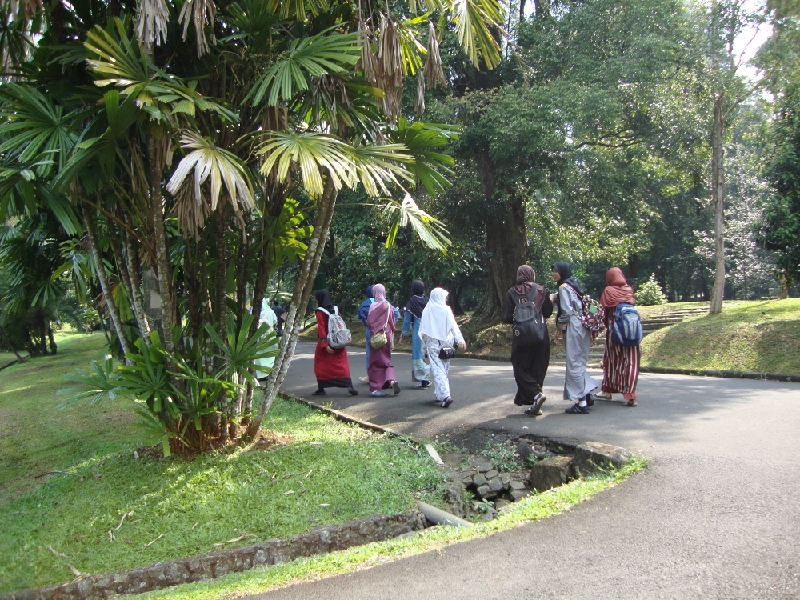
Jovens muçulmanas no

| Religião       | Aderentes  | %        | Número de edifícios religiosos |
| -------------- | ---------- | -------- | ------------------------------ |
| Muçulmanos     | 838 533 \| | 92,64 \| | 715                            |
| Protestantes   | 30 807 \|  | 3,40 \|  | 27                             |
| Católicos      | 21 957 \|  | 2,43 \|  | 8                              |
| Budistas       | 9 246 \|   | 1,02 \|  | 13                             |
| Hindus         | 1 352 \|   | 0,15 \|  | 9                              |
| Confucianistas | 502 \|     | 0,06 \|  | 13                             |
| Outros         | 2 736 \|   | 0,3      |                                |

## Administração
A cidade de Bogo (Kota Bogor) está rodeada pela regência de Bogor, mas é um município (cat) dela separado, que está dividido em seis distritos (kecamatans), que por sua vez se subdividem em 68 unidade administrativas, 31 das quais com estatuto de localidade e 37 de aldeias.
| Nome em português | Nome em indonésio       | Área (km²) | População em 2010 | Número de subdivisões |
| ----------------- | ----------------------- | ---------- | ----------------- | --------------------- |
| Bogor Norte       | Kecamatan Bogor Utara   | 17,72 \|   | 170 320 \|        | 8                     |
| Bogor Sul         | Kecamatan Bogor Selatan | 30,81 \|   | 180 745 \|        | 16                    |
| Bogor Oriental    | Kecamatan Bogor Timur   | 10,15 \|   | 94 572 \|         | 6                     |
| Bogor Ocidental   | Kecamatan Bogor Barat   | 32,85 \|   | 210 450 \|        | 16                    |
| Bogor Central     | Kecamatan Bogor Tengah  | 8,13 \|    | 102 203 \|        | 11                    |
| Tanah Sereal      | Kecamatan Tanah Sereal  | 18,84 \|   | 190 776 \|        | 11                    |

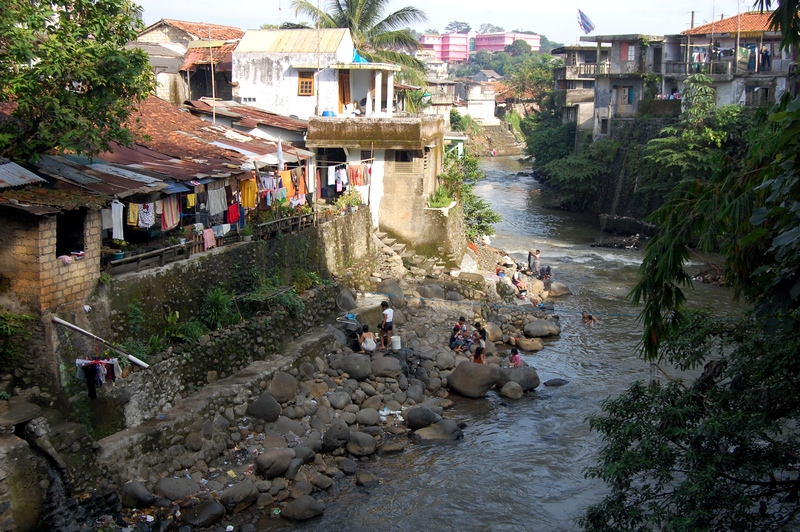
O rio Ciliwung nos subúrbios de Bogor

A cidade é administrada por um prefeito, eleito pelos cidadãos a cada cinco anos, juntamente com um vice-prefeito. No passado, o prefeito era nomeado pela administração provincial.  As primeiras eleições municipais ocorreram em 25 de outubro de 2008. O primeiro prefeito de Bogor eleito, Diani Budiarto, tomou posse em 7 de abril de 2009. O poder legislativo municipal é exercido pelo Conselho da Cidade, constituído por 45 representantes dos eleitores, que também são eleitos para mandatos de cinco anos. Em 2010 estavam representados no conselho nove partidos políticos, agrupados em cinco fações.

## Economia
| Setor económico                 | % do produto regional bruto |
| ------------------------------- | --------------------------- |
| comércio e hotelaria            | 30,14%                      |
| indústria                       | 28,2%                       |
| serviços financeiros            | 13,77%                      |
| transportes e comunicações      | 9,7%                        |
| serviços a clientes             | 7,54%                       |
| construção                      | 7,48%                       |
| energia e abastecimento de água | 3,16%                       |
| agricultura e pesca             | 0,36%                       |

Algumas das indústrias mais importantes e desenvolvidas de Bogor e são a automóvel, química e alimentar. Os campos em volta da cidade são usados para agricultura. Durante o período colonial, as principais produções da região eram café, borracha e madeira de alta qualidade. A indústria química foi introduzida na cidade no fim do século XIX e a indústria automóvel e metalúrgica na década de 1950, durante a industrialização que se seguiu à independência da Indonésia. O rápido crescimento económico dos anos 1980 foi abrandado pela crise da década de 1990 e recuperou no início da década seguinte. A taxa de crescimento da economia local foi 5,78% em 2002, 6,07% em 2003 e 6,02% em 2009. No final de 2009, o produto regional bruto era 12,249 biliões * IDR (rupias indonésias) (c. 885 milhões €; 2,26 bilhões * R$) e os investimentos ascendiam a 932,295 mil milhões IDR (c. 67,4 milhões €; 172 milhões R$).
Não obstante o crescimento económico, o número de habitantes a viver abaixo do limiar de pobreza (definido não apenas pelo rendimento em dinheiro, mas também pelo acesso a serviços sociais básicos) estava a crescer no final da década de 2000, principalmente devido ao influxo de residentes pobres das áreas rurais circundantes. Em 2009, 17,45% da população de Bogor vivia abaixo do limiar de pobreza, quase o dobro da percentagem de 2006 (9,5%). O salário mínimo fixado pelo governo de Java Ocidental em 2014 era 2 658 155 rupias (c. 171 €; 557 R$) por mês.

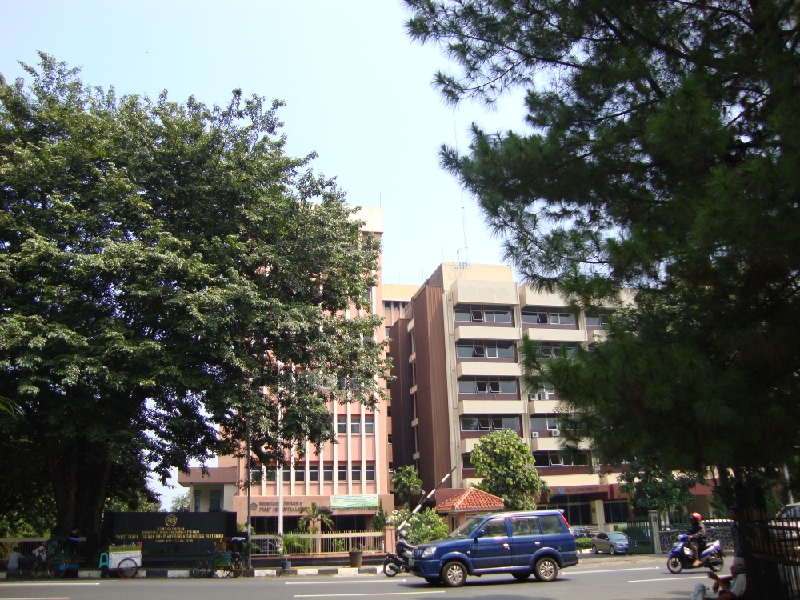
Rua do centro de Bogor

Em 2008, estavam oficialmente registadas 3 208 empresas industriais em Bogor, que empregavam 54 268 pessoas, mais de metade delas (32 237) nas 114 maiores empresas. Nos arredores da cidade havia 3 466 hectares de terrenos agrícolas, incluindo 111 ha de corpos de água usados para pesca e piscicultura. As principais colheiras são arroz (1 165 ha em 2007; 9 953 toneladas produzidas em 2003), hortaliças (312 ha; 8 296 t), milho (156 ha; 6 720 t) e batata-doce (194 ha; 3 480 t). O setor pecuário tinha 25 empresas registadas em 2007, a maior parte delas dedicadas à criação de vacas (mais de mil animais que produziam cerca de 2,6 milhões de litros de leite), ovelhas (c. 12 000), galinhas (mais de 642 000) e patos (c. 8 000):
Quatro empresas produzem anualmente entre 25 e 30 toneladas de peixe de várias espécies. Os peixes são na sua maioria criados artificialmente em tanques e campos de arroz. A criação de peixes de aquário, bem como a sua captura nos seus habitats naturais é um setor importante, que rendeu 367 000 $USD (c. 260 000 €; 875 000 R$) em 2008 em exportações, sobretudo para o Japão e para o Médio Oriente. Uma parte substancial das produções de Bogor é exportada (144 000 milhões IDR; c. 9,1 milhões €; 30,6 milhões R$) em 2008, nomeadamente vestuário e calçado para os Estados Unidos, União Europeia, ASEAN, Canadá, Austrália e Rússia, têxteis para os EUA e Nova Zelândia, mobiliário para a Coreia do Sul, pneus para a ASEAN e América do Sul, brinquedos e recordações para o Japão, Alemanha e Brasil, e refrigerantes para a ASEAN e Médio Oriente. A maior parte das vendas locais ocorre nos oito maiores centros comerciais, nove hipermercados e sete maiores mercados.

## Infraestruturas

### Transportes

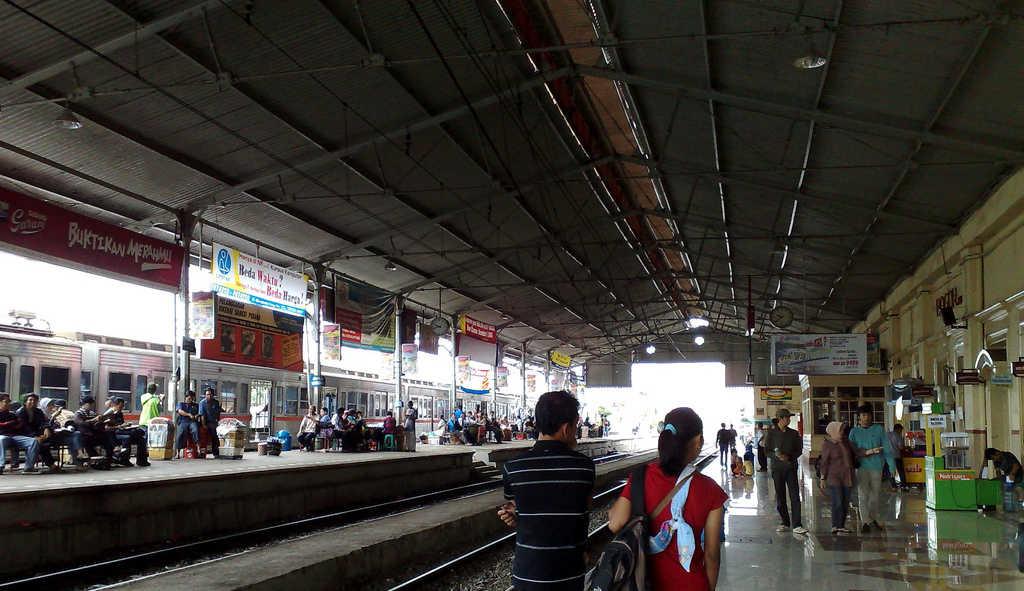
Estação ferroviária de Bogor

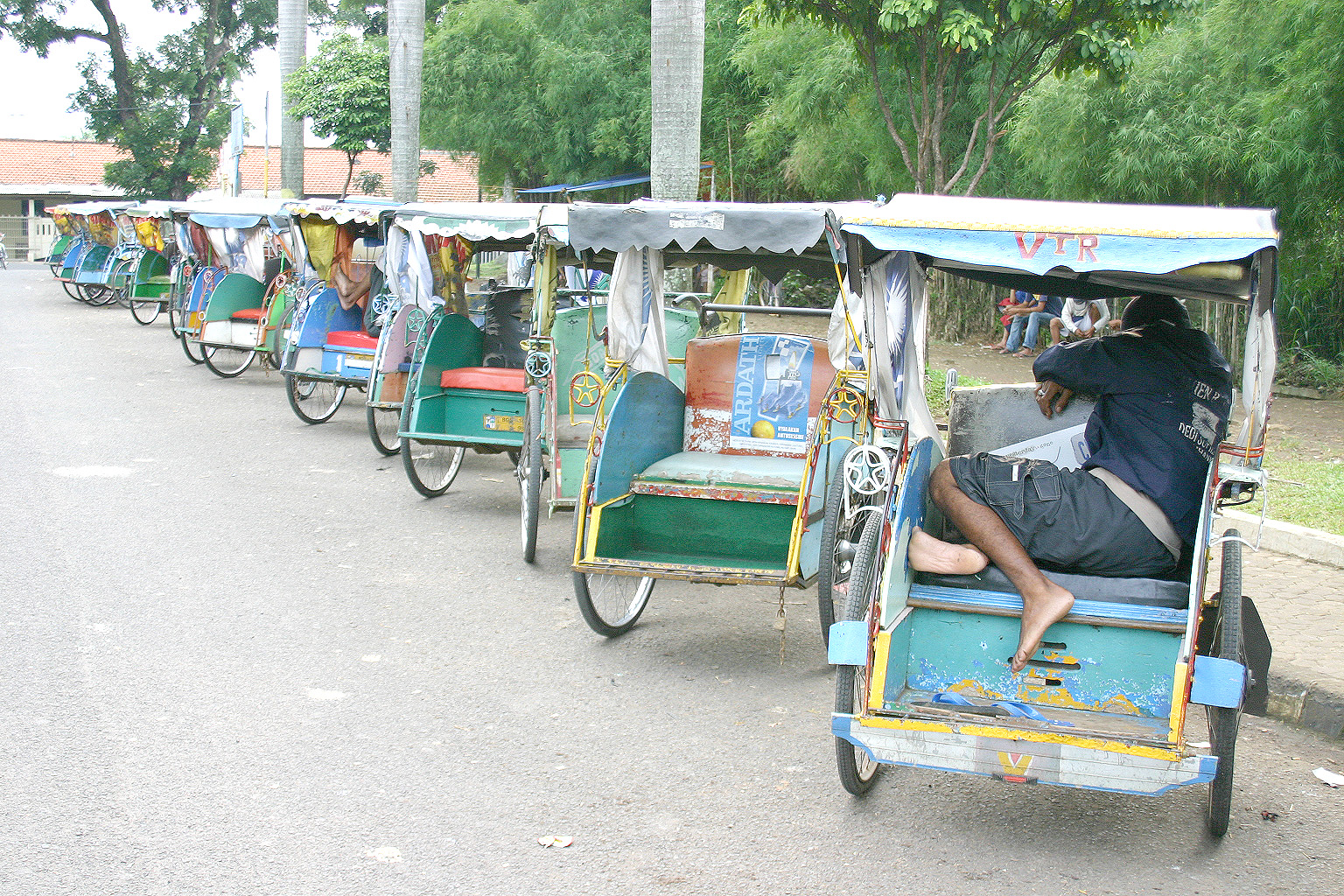
Becaks (ciclo-riquexós) no centro de Bogor

Bogor é um polo de transportes importante no centro de Java. Em 2008 dispunha de cerca de 600 km de estradas, que cobriam cerca de 5,3% da área da cidade. 30 km das estradas eram de importância nacional e 27 km de importância regional. A rede de autocarros tem 22 linhas e 3 506 veículos. Ao nível da área metropolitana há 10 linhas de autocarros servidas por 4 612 veículos. Há 40 linhas regulares de autocarros para outras cidades de Java, servidas por 330 veículos. Há dois terminais rodoviários principais, Baranangsiang e Bubulak. O primeiro tem 22 100 m² e destina-se aos tráfico de longa distância e de carga; o segundo tem 11 850 m² e serve as linhas urbanas de passageiros. Há ainda um terceiro terminal para autocarros de turismo que ligam com o aeroporto mais próximo, o Soekarno-Hatta de Jacarta, situado a 55 km de distância.
A estação ferroviária de Bogor foi construída em 1881 e no final da década de 2010 tinha cerca de 70 partidas e chegadas diárias e servia cerca de 50 000 passageiros diariamente. Nos primeiros anos do século XXI o número de ciclo-riquexós tradicionais indonésios (becak), que em 2009 eram mais de dois mil.

### Habitação e serviços públicos
Os edifícios residenciais ocupam 26,5% da cidade e 71% das área edificadas. No centro urbano predominam edifícios com 5 a 14 andares, enquanto nas áreas menos centrais predominam as casas só com um andar. O aumento da população nas décadas de 1990 e 2000 devido ao afluxo de pessoas para trabalharem na cidade fez subir em flecha o número de casas com condições deficientes, sobretudo nos subúrbios. Em 2009, mais de metade dos bairros de lata (1 242 490 m²) situam-se na parte norte de Bogor; na parte sul os bairros de lata ocupavam 89 780 m². Para melhorar a situação a administração municipal empreendeu um programa de construção de casas pré-fabricadas de baixo custo em Bogor ocidental. Estas casas são arrendadas por 15 € (38 R$) por ano e têm condições de vida aceitáveis.

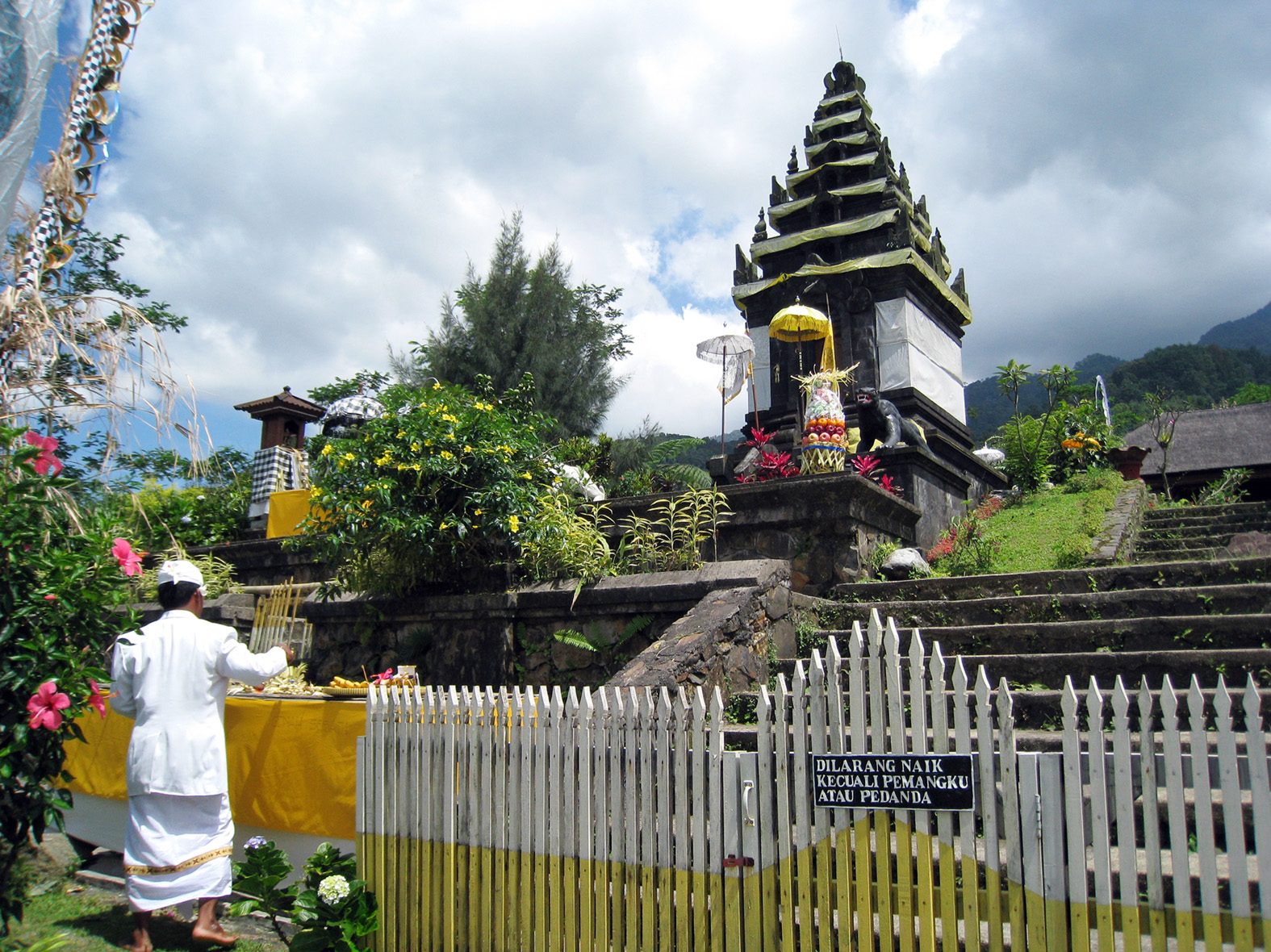
Santuário dedicado ao rei semi-lendário de Sonda, no Pura (templo hindu) de Parahyangan Agung Jagatkartta, em Bogor

A eletricidade é fornecida pela companhia estatal indonésia  Perusahaan Listrik Negara, que serve as províncias de Java Ocidental e Banten. A energia elétrica é proveniente de mais de dez centrais geotérmicas e hidroelétricas e é distribuída à cidade a partir de duas centrais de transformação situados nos distritos de Cimahpar e Cibilong de Bogor. Em 2007, a maior parte das casas, à exceção das dos bairros de lata, tinham eletricidade, mas a iluminação pública só cobria 35,4% da cidade. No entanto, o número de pontos de iluminação pública estava a subir entre 10 e 15% anualmente.
Em 2009, só 47% da cidade dispunha de água potável canalizada, fornecida pela companhia estatal Tirta Pakuan. A água canalizada era abastecida pelo rios Cisadane (1,24 m³/s) e três nascentes naturais: Kota Batu, Bentar-Kambing e Tangka (0,41 m³/s). A rede de abastecimento tinha 741 km e cobria cerca de 70% da cidade, mas é frequente ser problemática devido a razões técnicas e financeiras. Mais de metade dos residentes usa água de poços ou reservatórios naturais.
A recolha de lixo cobria 67% da área urbana em 2007. A volume total recolhido por ano ascendia então a cerca de 800 000 m³; 90% era enterrado numa lixeira em Galuga, 7% era reciclado e 3% era incinerado em cinco incineradoras.
Os sete cemitérios de Bogor têm o nome dos distritos onde se situam — Cilendek, Kayumanis, Situgede, Mulyaharja, Blender, Dreded e Gunung Gadung. Os primeiros seis têm estatuto de "cemitérios públicos" (em indonésio: Tempat pemakaman umum) e não têm restrições em relação à religião ou etnia. Devido à composição religiosa da cidade, os cemitérios são predominantemente muçulmanos e as sepulturas cristãs situam-se em áreas separadas dos cemitérios públicos ou em pequenos cemitérios adjacentes a igrejas. Algumas mesquitas também têm alguns pequenos talhões com sepulturas. A maior parte das sepulturas de pobres e de corpos não identificados situa-se no cemitério de Kayumanis. O cemitério de Gunung Gadung está reservado aos residentes chineses.

### Saúde
Os primeiros hospitais foram criados em Bogor na primeira metade do século XIX pelas autoridades holandesas. No início do século XX havia vários hospitais civis, um hospital militar e um grande hospital psiquiátrico com médicos europeus e norte-americanos. Na década de 1930, o hospital da Cruz Vermelha Holandesa tornou-se o maior hospital da cidade. A maior parte dos hospitais e clínicas existentes em 2010 foram construídas nas décadas de 1980 e 1990; incluíam 10 hospitais, 373 clínicas privadas, 51 consultórios de médicos individuais e 134 farmácias, que empregavam 274 médicos de clínica geral, 122 dentistas, 74 médicos de saúde pública, 37 radiologistas, 141 ginecologistas, 99 médicos de outras especialidades, 32 nutricionistas, 55 assistentes e 710 enfermeiras e 63 farmacêuticos.
Hospitais de Bogor:

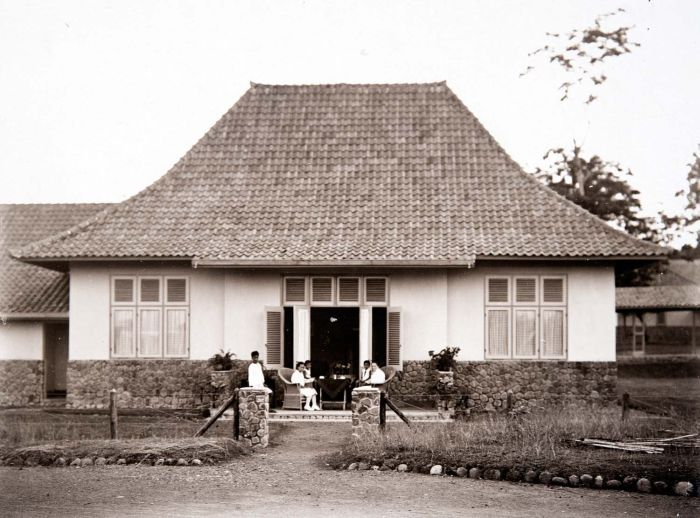
O Hospital da Cruz Vermelha Holandesa (atualmente da Cruz Vermelha Indonésia), o mais antigo de Bogor, em 1929 ou 1930

- Hospital da Cruz Vermelha Indonésia (em indonésio: Rumah Sakit Palang Merah Indonesia) — generalista, é o mais antigo da cidade.
- Hospital Geral da Cidade de Bogor (Rumah Sakit Umum Daerah Kota Bogor) — generalista, é propriedade do governo municipal.
- Salak (Rumah Sakit Salak) — generalista, é propriedade do Exército Indonésio.
- Atang Sanjaya (Rumah Sakit TNI AU Atang Sanjaya) — generalista, é propriedade da Força Aérea Indonésia; situa-se na área duma base aérea.
- Centro Médico de Bogor — generalista, privado.
- Hospital Islâmico (Rumah Sakit Islam) — generalista.
- Azra (Rumah Sakit Azra) — generalista.
- Melania (Rumah Sakit Melania) — para mulheres e crianças.
- Hermina (Rumah Sakit Hermina) — para mulheres e crianças.
- Marzuki Mahdi (Rumah Sakit Marzuki Mahdi) — psiquiatria e doenças infeciosas.
- Mulia (Rumah Sakit Mulia) — generalista.
- Vania (Rumah Sakit Vania) — generalista, inaugurado em novembro de 2014.

### Educação e ciência
Bogor é dos principais centros científicos e de educação da Indonésia. Uma parte significativa da base académica e científica da cidade foi estabelecida durante o período da colonização holandesa. Em particular, desde o início do século XIX que foram criados laboratórios e escolas profissionais dedicadas principalmente a desenvolver a eficiência da agricultura colonial. No final do século XIX e início do século XX foram estabelecidas duas instituições científicas importantes, o Instituto de Investigação e outro instituto especializado na investigação florestal e na borracha. As atividades académicas e de investigação continuaram após a independência. Na segunda metade do século XX e na década de 2000, as principais áreas científicas onde Bogor se destacava eram as ciências agrárias, biologia e veterinária.
| Instituições escolares de Bogor       | Instituições escolares de Bogor            | Instituições escolares de Bogor | Instituições escolares de Bogor |
| Tipo                                  | Número de instituições (públicas/privadas) | Número de alunos                | Número de docentes              |
| ------------------------------------- | ------------------------------------------ | ------------------------------- | ------------------------------- |
| Infantários                           | 154 (1 / 153)                              | 7 194 (175 / 7 019)             | 765 (11 / 754)                  |
| Escolas para crianças deficientes     | 9 (0 / 9)                                  | 408 (0 / 408)                   | 78 (0 / 78)                     |
| Escolas do 1.º ciclo do ensino básico | 288 (248 / 40)                             | 97 794 (84 289 / 13 505)        | 5 004 (4 267 / 737)             |
| Escolas do 2.º ciclo do ensino básico | 115 (19 / 96)                              | 43 153 (18 867 / 24 286)        | 2 634 (892 / 1 742)             |
| Escolas secundárias                   | 50 (10 / 40)                               | 22 349 (9 450 / 12 899)         | 1 558 (566 / 992)               |
| Escolas profissionais                 | 63                                         | 28 375 (3 334 / 25 041)         | 1 826 (246 / 1 580)             |
| Universidades                         | 15 (5 / 10)                                | 16 998 (12 304 / 4 694)         | 1 787 (1 225 / 562)             |

| Nível de escolaridade da população de Bogor | Nível de escolaridade da população de Bogor |
| Educação                                    | Percen- tagem                               |
| ------------------------------------------- | ------------------------------------------- |
| Menos de 3 anos                             | 24,3%                                       |
| 4 a 6 anos                                  | 29,3%                                       |
| 7 a 9 anos                                  | 16%                                         |
| 10 a 12 anos                                | 23,2%                                       |
| Bacharelato ou licenciatura                 | 3,1%                                        |
| Mestrado ou superior                        | 4,1%                                        |

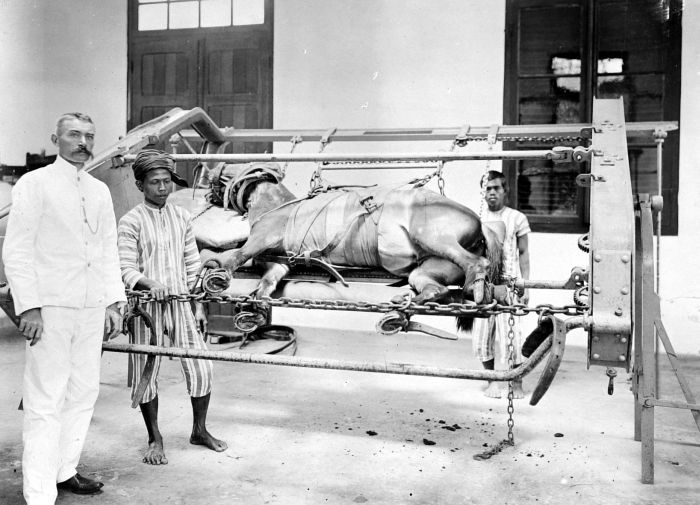
Laboratório de veterinária em Bogor em 1907

O principal centro científico e de educação, de grande importância a nível nacional, é o Institut Pertanian Bogor (Universidade de Agronomia de Bogor), que além de instalações escolares inclui dezenas de centros de investigação e laboratórios. É a principal universidade de agronomia do país. Foi fundado em 1963, substituindo o colégio de agronomia, fundado no século XIX pela administração colonial holandesa. As maiores universidade privadas são as de Pakuan, Juanda, Nusa Bangsa e Ibn Khaldun. Além das escolas regulares, há mais de 700 escolas islâmicas (madraças) e várias escolas e colégios cristãos. A taxa de analfabetismo é de 1,3%, um número bastante baixo para o que é comum na Indonésia.
A maior parte da investigação científica realizada em Bogor incide sobre agronomia, dendrologia, veterinária e ictiologia. Entre as áreas de estudo mais específicas incluem-se pesticidas, repelentes de insetos, interplantação, aplicações industriais de óleos essenciais e alcaloides, aumento de rendimento de várias variedades de pimenta, processos de conservação, etc.
Na cidade encontram-se as sedes do  Sahabat Burung Indonesia (Organização para a Preservação de Aves e do seu Habitat) e do  CIFOR (Centro para a Investigação Florestal Internacional).

### Meios de comunicação social
Em 2010, eram publicados em Bogor três jornais diários em indonésio: o "Radar Bogor", fundado em 1998; o "Pakuan Raya", fundado em 2005 e o "Jurnal Bogor", fundado em 2008. No total tinham uma tiragem diária de cerca de 25 000 exemplares e tinham versões eletrónicas. Parte de alguns jornais de outras partes de Java e da Indonésia são redigidas e impressas em Bogor. As universidades locais têm algumas revistas e outras publicações científicas.
O governo municipal tem dois canais de televisão — o "Bogor-TV" e o "Megasvara TV" — que emitem para a cidade e zonas vizinhas de Java Ocidental. Há pelo pelos 30 estações de rádio locais, 20 delas em FM e 10 em AM.

## Cultura e turismo

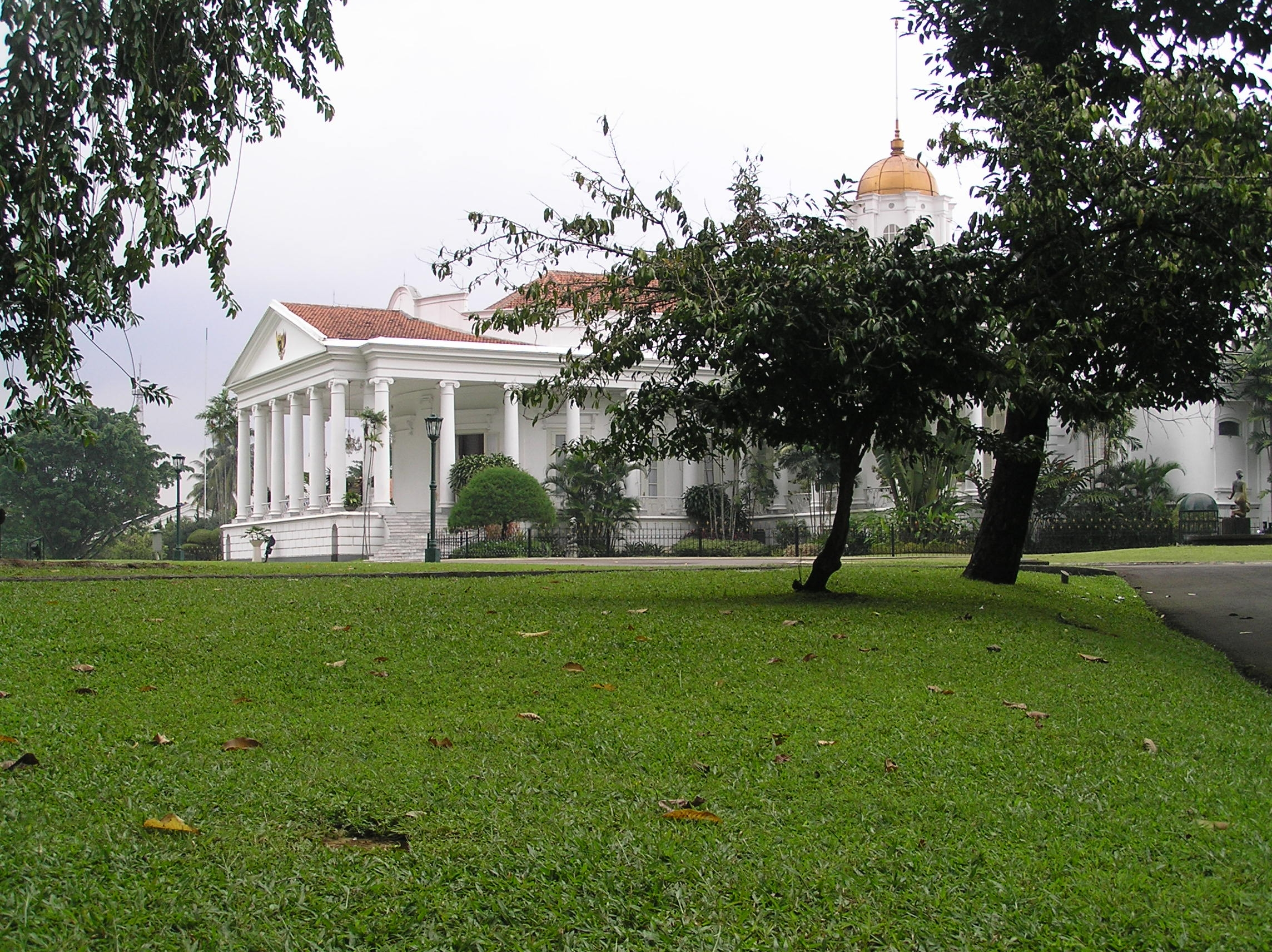
Palácio de Bogor

Bogor é uma das cidade indonésias com mais museus, alguns deles os mais antigos e maiores do país. O Museu Zoológico (em indonésio: Museum Zoologi), fundado em 1894 pela administração colonial holandesa como anexo do Jardim Botânico, tem milhares de peças em exposição. Outros museus importantes são mais recentes, como o Museu de Etnobotânica (Museum Etnobotani), inaugurado em 1982, que tem mais de 2 000 peças. O Museu da Terra (Museum Tanah) foi fundado em 1988 e tem amostras de solo e de rocha de diferentes partes da Indonésia. O Museu da Luta (Museum Perjuangan) abriu em 1957 e é dedicado ao movimento indonésio de libertação nacional. O Museu Pembela Tanah Air ou Museu PETA foi inaugurado em 1996 e mostra a história da milícia militar PETA (Pembela Tanah Air; "Defensores da Pátria"), criada em 1943 pelos ocupantes japoneses.
A cidade dispõe de um teatro e de dezenas de cinemas. No palácio presidencial, edifícios administrativos e universidades são realizadas regularmente exposições de arte. É comum a realização em Bogor de festivais regulares de folclore, conferências e seminários culturais, como o Congresso da Cultura Indonésia (Kongres Kebudayaan Indonesia) de 2008.

### Atrações turísticas

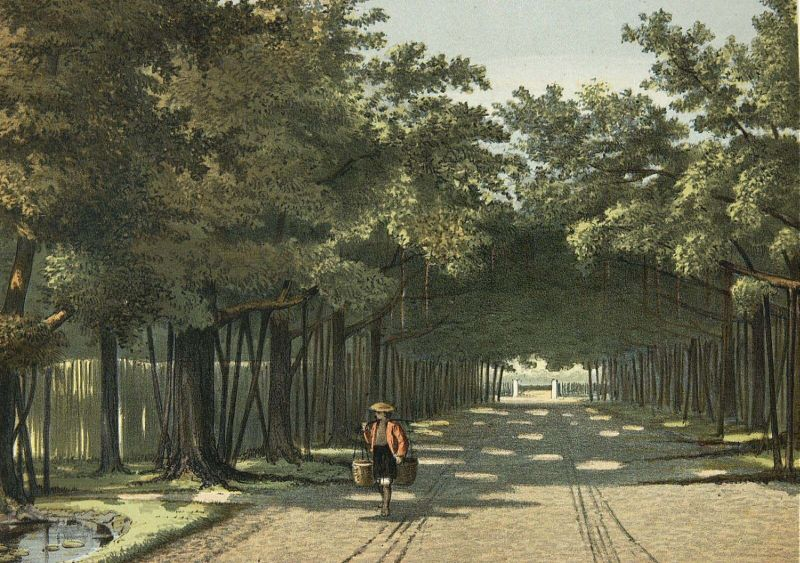
Litografia do Jardim Botânico de Buitenzorg na década de 1880

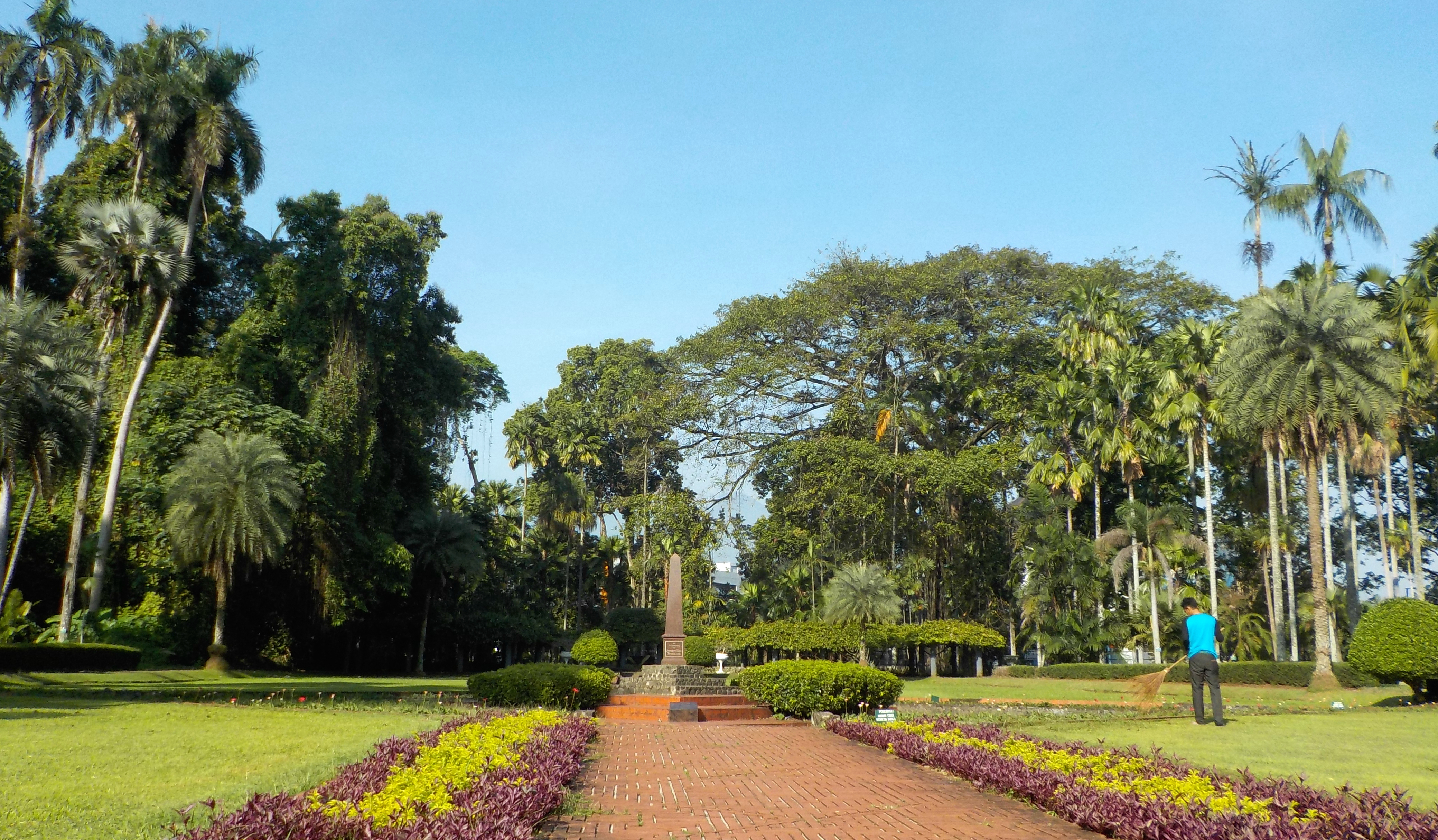
O jardim Teijsmann, dentro do Jardim Botânico

Numa feira de turismo realizada em 2010 em Jacarta, Bogor foi considerada a cidade turística mais atrativa da Indonésia. A cidade e a área circundante é visitada por cerca de 1,8 milhões de pessoas por ano, dos quais mais de 60 000 são estrangeiros.
A principal atração turística é Jardim Botânico de Bogor. Fundado em 1817, tem mais de 6 000 espécies de plantas tropicais. Ali nidificam 42 espécies de aves, um número que tem vindo a descer, pois em 1952 havia 62 espécies. Os 87 hectares do jardim situados na cidade foram complementados em 1866 pelo Jardim Botânico de Cibodas (Kebun Raya Cibodas), com 120 ha e situado cerca de 25 km em linha reta a sudeste de Bogor. Grande parte da floresta húmida original foi preservada dentro do jardim, fornecendo espécimens para estudos científicos. O jardim foi também enriquecido com coleções de palmeiras, bambus, catos, orquídeas e árvores ornamentais.
O jardim ganhou fama no final do século XIX e foi visitado por naturalistas do estrangeiro que ali fizeram investigação científica. Por exemplo, a Academia de Ciências de São Petersburgo tinha uma bolsa de estudos para jovens cientistas trabalharem em Buitenzorg. A administração do jardim de Bogor também administra outros três grandes jardins botânicos indonésios: o de Cibodas, o  de Purwodadi, fundado em 1941 em Java Oriental e o Jardim Botânico do Bali, fundado em 1959 na ilha do Bali.
No interior do jardim botânico há um cemitério fundado em 1784, onde há 42 sepulturas de oficiais da administração colonial holandesa, militares e cientista que serviram em Bogor, Jacarta e outras cidades de Java Ocidental desde o final do século XVIII até ao início do século XX. Perto desse cemitério, há três túmulos de dignitários do Reino de Sonda do século XV: a esposa do fundador de Bogor, Galu Mangku Alam, o vizir Baul e o general Japra. Os locais consideram estas pessoas como os patronos da cidade.

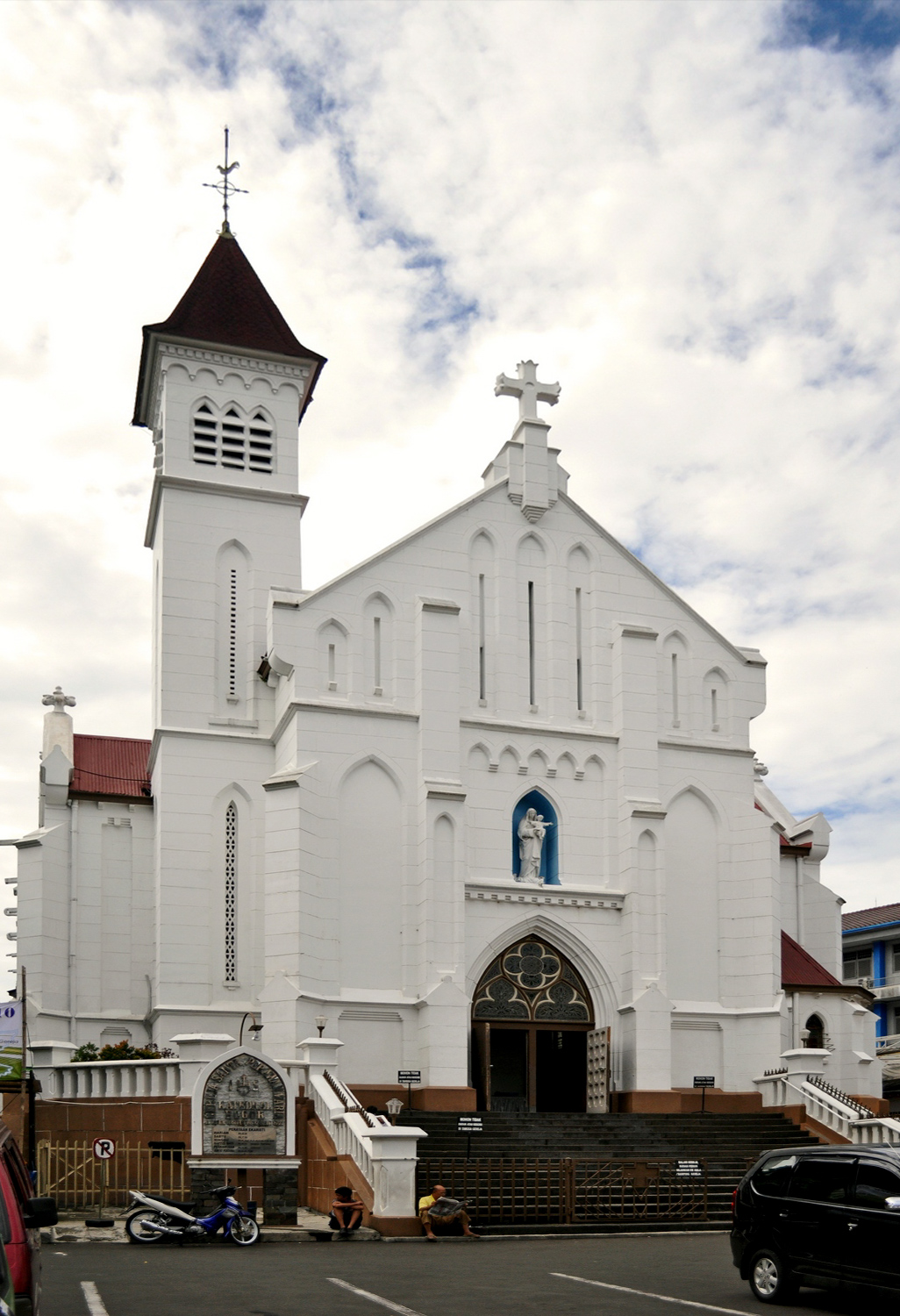
, sé da diocese católica homónima

Outra atração turística é o Palácio de Bogor (Istana Bogor), a antiga residência de verão do governador-geral das Índias Orientais Holandesas e atualmente um dos seis palácios presidenciais da Indonésia. O edifício e os jardins que o rodeiam ocupam uma área de 28 ha. Nos jardins vive uma manada de veados e estão abertos ao público durante a maior parte do ano. O palácio propriamente dito pode ser visitado durante alguns feriados, como o Dia da Cidade e o Dia da Independência. Tem uma coleção de 450 pinturas e 360 esculturas.
Na cidade e nos seus subúrbios há dezenas de estelas medievais de pedra (prasasti). Quinze desses prasasti de grande importância histórica e cultural estão expostos num pavilhão do distrito de Batutulis. Na parte ocidental de Bogor situa-se o lago Gede, com 6 ha, rodeado por uma área de reserva florestal e um parque florestal. Na parte protegida, há diversas instalações de investigação; na área recreativa há infraestruturas desportivas, barcos e pode pescar-se.
Outros locais históricos são a catedral (Gereja Kathedral) e o templo budista Hok Tek Bio. A catedral foi construída originalmente em 1750 e é uma das igrejas católicas da Indonésia ainda em uso. O edifício atual foi erigido em 1905. O templo budista foi construído em 1672 no estilo clássico do sul da China; é o templo budista mais antigo da cidade.[carece de fontes?]

### Desporto
Em março de 2010, havia equipas de Bogor registadas em 28 desportos, em competições nacionais e regionais organizadas pelo  Comité Nacional de Desportos da Indonésia (em indonésio: Komite Nasional Olahraga Indonesia). Nenhuma delas se destaca muito a nível nacional. Nas competições de Java desse ano, os atletas de Bogor ganharam 5 medalhas de ouro, apesar de serem esperadas 42.
A maior das 15 organizações desportivas é União de Futebol de Bogor (Persatuan Sepakbola Bogor; PSB Bogor), que em 2010 era dirigida pelo prefeito Diani Budiarto. Até 2010, o PSB não tinha ganho qualquer campeonato nacional. O estádio local (Stadium Pajajaran) tem capacidade para 25 000 espetadores.